# 沙嗲
沙嗲，又名沙嗲串燒、沙嗲串，是一種東南亞的烤肉串，通常肉以醬汁先醃過再烤。沙嗲的食材可能是切片或切塊的雞肉、羊肉、牛肉、豬肉、魚，其它肉類，或豆腐。沙嗲雖然經常使用竹籤串肉，但比較正統的是以椰子樹葉的梗串肉。沙嗲通常以木材或木炭烤，然後吃時可以再加上各種辛辣的沙嗲醬調味。
沙嗲是起源於印度尼西亞，它已成為印尼的國菜。沙嗲在許多其他東南亞地區，如泰國、馬來西亞、新加坡、汶萊、香港、菲律賓、甚至以前殖民印尼的荷蘭及同為荷蘭前殖民地的蘇利南都很受歡迎。
沙嗲與日本的照燒、中東的卡博串及南非的「sosatie」烤肉類似。沙嗲在2011年CNN觀眾投票在世界上50個最美味的食物中排名第14。

## 起源

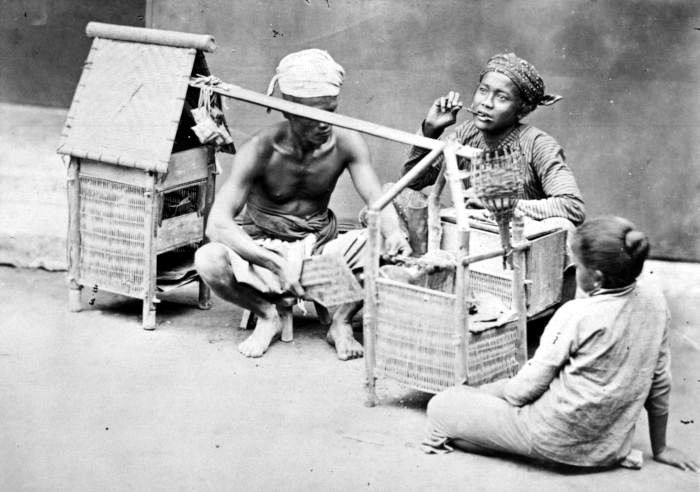
1870年爪哇的沙嗲攤販

沙嗲來自印尼語 Sate 和馬來語 Saté 與 Satai ，兩者也許都是來自印度坦米爾語。沙嗲據說是爪哇的攤販根據印度的卡博串發明的，而卡博串是一種源自中東地區的食物。因為在19世紀初，大量印度坦米爾人和阿拉伯移民湧入荷屬東印度，這些移民帶來的飲食習慣，結合爪哇和蘇門答臘當地的食材，促使沙嗲在印尼出現。
沙嗲從爪哇傳遍荷屬東印度的各個島嶼後，在不同島嶼的居民，都製作出具有當地特色的沙嗲食品。到19世紀末期，沙嗲已經跨過海峽傳到鄰近的馬來半島，遍及馬來西亞和新加坡，其後更流傳到泰國。
因為伊斯蘭教禁吃豬肉，所以印尼和馬來西亞的沙嗲以羊肉、雞肉為主。
在印尼殖民的荷蘭人也將沙嗲和許多其他的印尼當地美食帶回荷蘭，沙嗲因此被融入荷蘭的菜式，常見於荷蘭酒館的下酒菜。
在19世紀的清朝晚期，有大量中國人到南洋工作，所以回鄉時又把沙嗲的烹調方法帶到福建一帶，並結合華南地區的食材和華人的飲食習慣，製成沙茶醬。

## 烹調與配菜

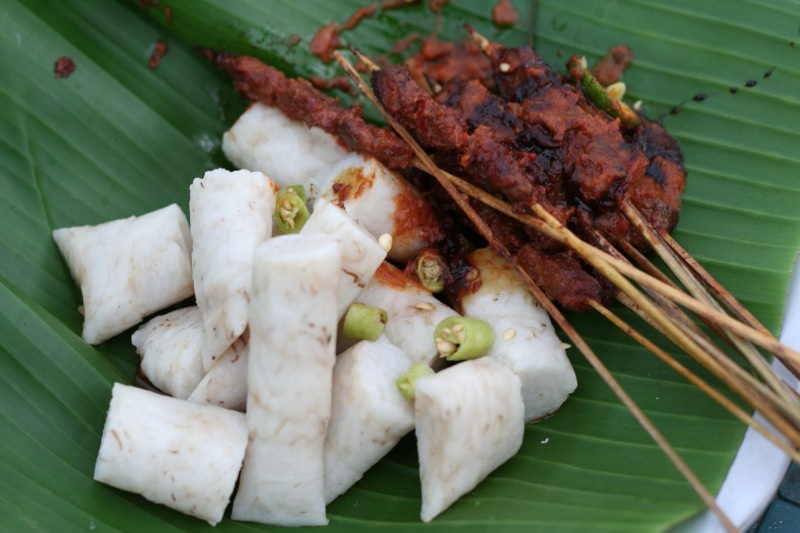
龍目島的沙嗲與馬來粽

薑黃是一種用來醃沙嗲的必要成分，使得黃色成為沙嗲的特點。沙嗲常用的肉類包括牛肉、羊肉、豬肉、鹿肉，魚、蝦、魷魚、雞肉、兔肉和牛肚。有些人還用烏龜、鱷魚、馬肉、蜥蜴、蛇肉等。
沙嗲通常附帶辛辣的花生沾醬，切塊的洋蔥和黃瓜，與馬來粽。豬肉沙嗲通常附帶含有菠蘿的沙嗲醬或醃黃瓜，在馬來西亞也使用含有大豆的沾醬。

## 各國的特色

### 印度尼西亞

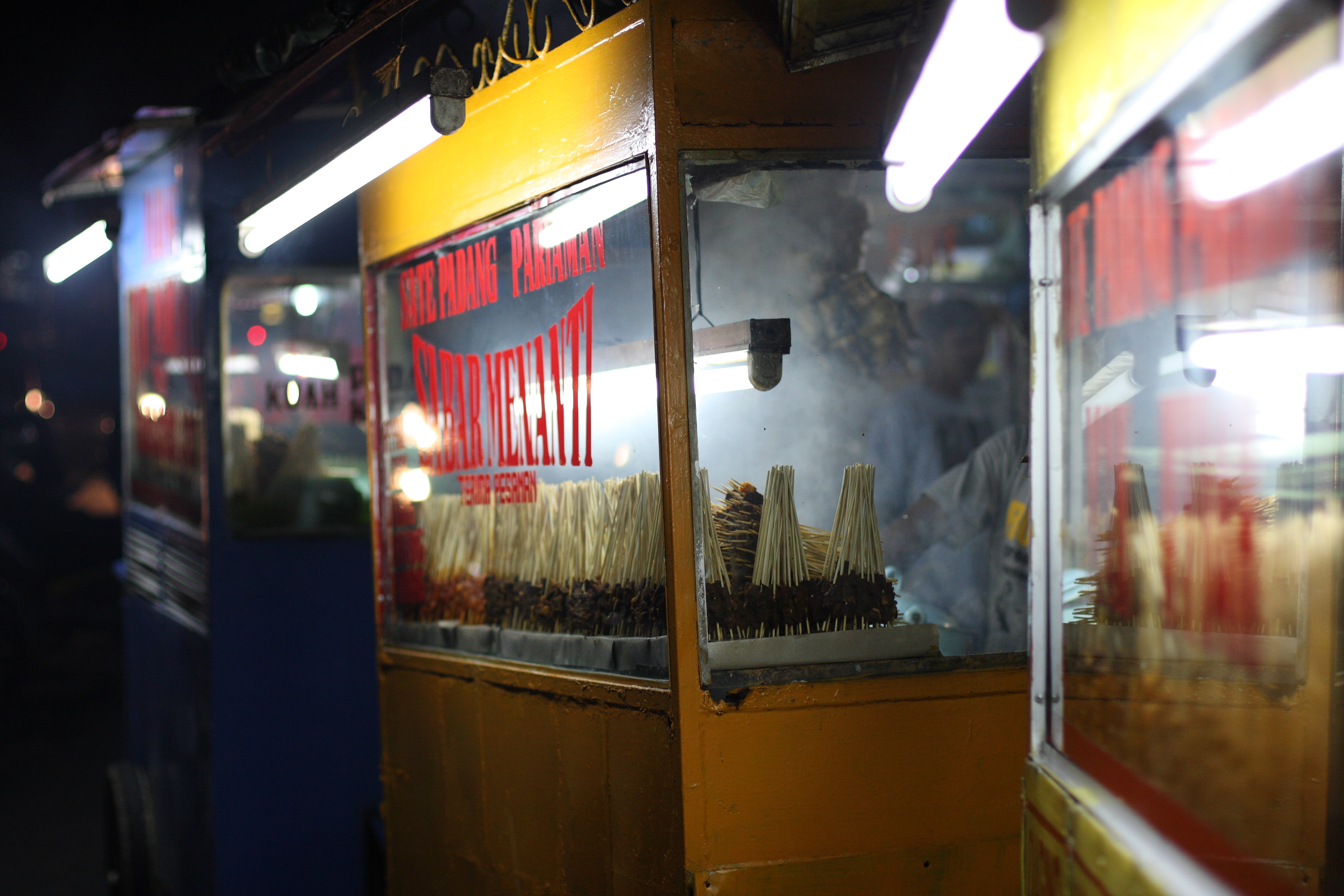
印尼巴淡島出售巴東沙嗲的店鋪

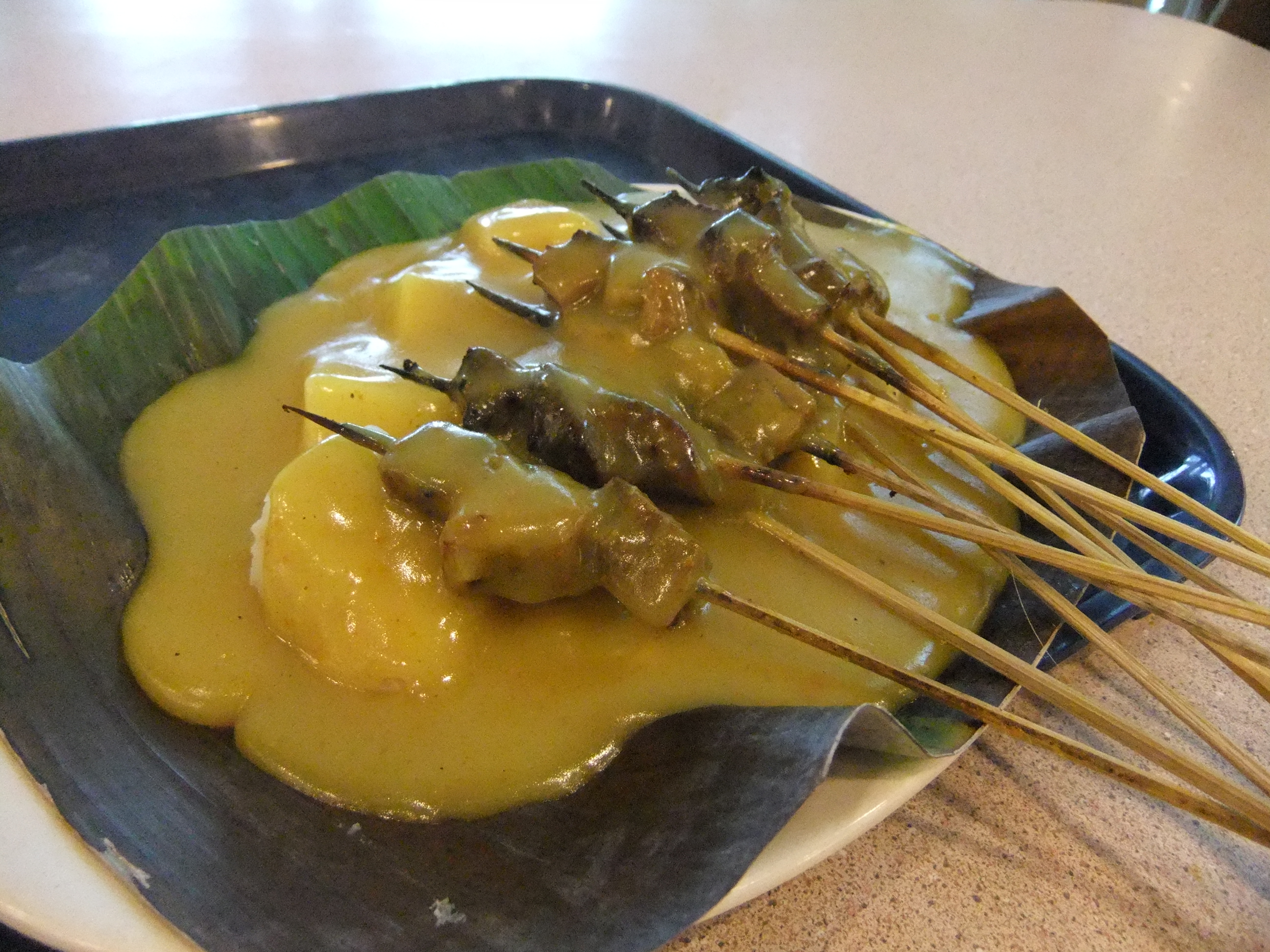
巴東沙嗲

印度尼西亞是沙嗲的發源地，印度尼西亞不同地區都有各自的沙爹菜式，沙嗲已成為印度尼西亞的代表性菜餚。

#### 馬都拉沙嗲（Sate Madura）
爪哇附近的馬都拉島的沙嗲，是印度尼西亞著名的一種沙嗲。最常見的就是羊肉或雞肉製成，主要特點是在特別的黑色沾醬，由馬來西亞甜醬油、棕櫚糖、大蒜、深炒蔥、花生膏、蝦醬（petis）、石栗和鹽混合而成。馬都拉雞肉沙嗲通常配花生沙嗲醬，而馬都拉羊肉沙嗲通常配甜醬油。馬都拉沙嗲使用的肉塊比其他沙嗲薄。配上米飯或包裹在香蕉/椰子樹葉裡的馬來粽。往往再加上切成薄片的紅蔥頭和純參巴醬調味。

#### 巴東沙嗲（Sate Padang）
西蘇門答臘省巴東市和周邊地區流行的沙嗲，這是從牛或羊的內臟，先以辣的湯煮然後再串烤。其主要特點是一種黃色的醬汁，是由粘米粉與辛辣的內臟煮成的湯汁、薑黃、薑、蒜、香菜、高良薑根、小茴香、咖哩粉和鹽混合製成。

#### Ponorogo沙嗲（Sate Ponorogo）
東爪哇省Ponorogo城的沙嗲是由醃好的雞肉塊，配上由花生和辣椒醬製成的沙嗲醬，再加上切碎的紅蔥頭、參巴醬（sambal）和青檸汁。這種沙嗲獨一無二的是每個肉串有一大塊雞肉，而不是幾個小塊。雞肉由香料和甜醬油醃製。配上米飯或馬來粽。烤肉使用一方有通風孔的赤土陶器。使用3個月後，赤土陶器就會解體，必須更換。

#### 羔羊沙嗲（Sate Tegal）
羔羊沙嗲是由一歲或五個月大的羔羊作成的羊肉沙嗲。每碟包含20串，每串四塊肉 - 兩片肉，一塊肥肉，然後另一塊肉。肥肉有時可以一塊羊肝、羊心或羊腎取代。肉在燒烤前不先醃過。吃的時候配上甜醬油（中等甜度，略加些開水沖淡），新鮮辣椒切片，紅蔥頭切片，青西紅柿切成四瓣，和米飯。

#### 羊肉沙嗲（Sate Kambing）
羊肉沙嗲由山羊或綿羊的肉製成，在一種在爪哇很流行的沙嗲。不同於其他沙嗲，羊肉沙嗲通常不須先調味或以醬汁醃過。而是以羊肉串直接在木炭上烤。配上甜醬油與切片的紅蔥頭與西紅柿。由於不是預先煮熟的肉類，重要的是要選擇一個非常小的羔羊。最有名的供應商通常提供在三至五個月的羔羊。山羊的羔羊比綿羊的羔羊更受歡迎，因為味道比較溫和。

#### 水牛沙嗲（Sate Kerbau）
在中爪哇省的Kudus流行。當地大多數穆斯林認為為了尊重印度教徒而不吃牛肉。沙嗲是用水牛肉做的。水牛肉先以椰子糖、香菜、小茴香，和其他調味煮到非常爛。有些商家甚至將水牛肉先絞碎，以使其非常爛。然後上木炭烤，並配上椰奶、棕櫚糖等調味沾醬。傳統上，裝水牛沙嗲的盤子上會蓋上柚木葉。

#### 兔肉沙嗲（Sate Kelinci）
兔肉沙嗲是爪哇的美味。配上切片的新鮮紅蔥頭，花生醬汁，與甜醬油。兔肉沙嗲通常可以在爪哇一些地方吃到，如在西爪哇的Lembang，中爪哇日惹的Kaliurang，以及Bandungan和Tawangmangu度假村，還有東爪哇的Telaga Sarangan。

#### 鳥沙嗲（Sate Burung Ayam-ayaman）
鳥沙嗲是以“Burung Ayam-ayaman”（董雞）的肫，肝，和腸組成。經過香料的輕度調味和串上竹籤後，這種鳥內臟的沙嗲不是烤的，而是油炸。

#### 虱目魚沙嗲（Sate Bandeng）
萬丹省獨特的美味。它是以去小魚刺的虱目魚肉放入虱目魚皮中，以竹籤串好，在炭火上烤成。

#### 黄鳝沙嗲（Sate Belut）
另一個龍目島難得的美味。它是由在印尼的水田中常見的黄鳝（belut）串烤成。每個肉串包含一個單獨的黄鳝。

#### 馬肉沙嗲（Sate Kuda）

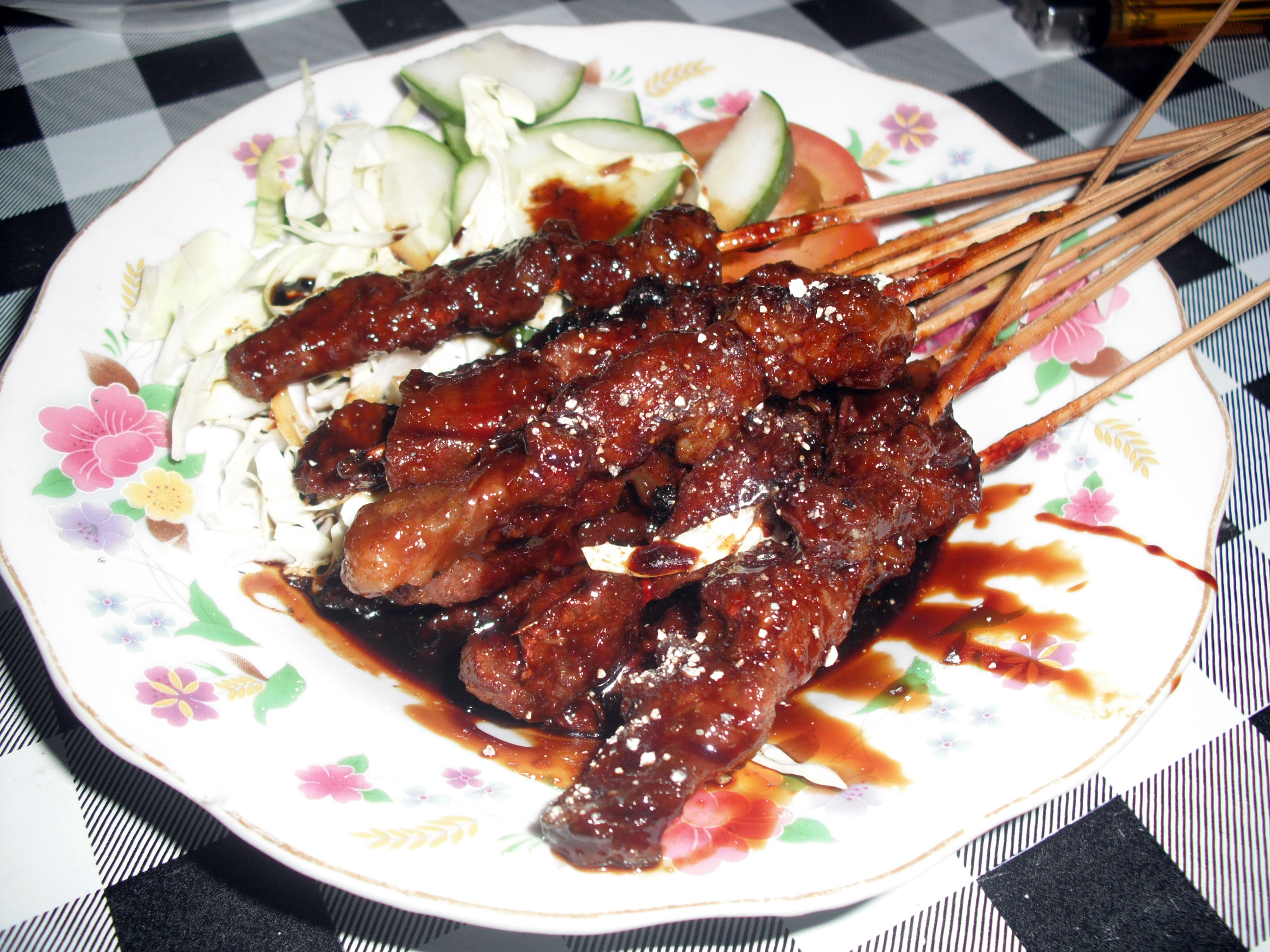
日惹的馬肉沙嗲

馬肉沙嗲是日惹的美味，配上切片的新鮮紅蔥頭、辣椒、甜醬油。

#### 烏龜沙嗲（Sate Bulus）
淡水烏龜肉沙嗲是另一來自日惹的難得的美味。以竹籤串好，在炭火上烤成。配上切片的新鮮紅蔥頭、辣椒、甜醬油。

#### 豬肉沙嗲（Sate Babi）
豬肉在伊斯蘭教是不潔的食物，而印尼人口以穆斯林佔多數，所以豬肉做的沙爹食品在印尼比較罕見，但在主要信奉印度教的巴厘島常見，也流行於印尼的華裔社區，曾經統治當地的荷蘭也常以豬肉製作沙爹。

#### 雞皮沙嗲（Sate Kulit）
蘇門答臘的菜，是由醃好的雞皮製成的清脆的沙嗲。

#### 雞肝沙嗲（Sate Ati）
是混合雞肫，雞腸，雞肝或雞心的沙嗲。一般雞肫是放置在底部，雞腸在中部，雞肝或雞心放置在頂部。調味後，不油炸或燒烤，而是煮。這不是當作主菜，但經常配雞稀飯（Bubur Ayam）吃。

#### 鵪鶉蛋沙嗲（Sate Telor Puyuh）

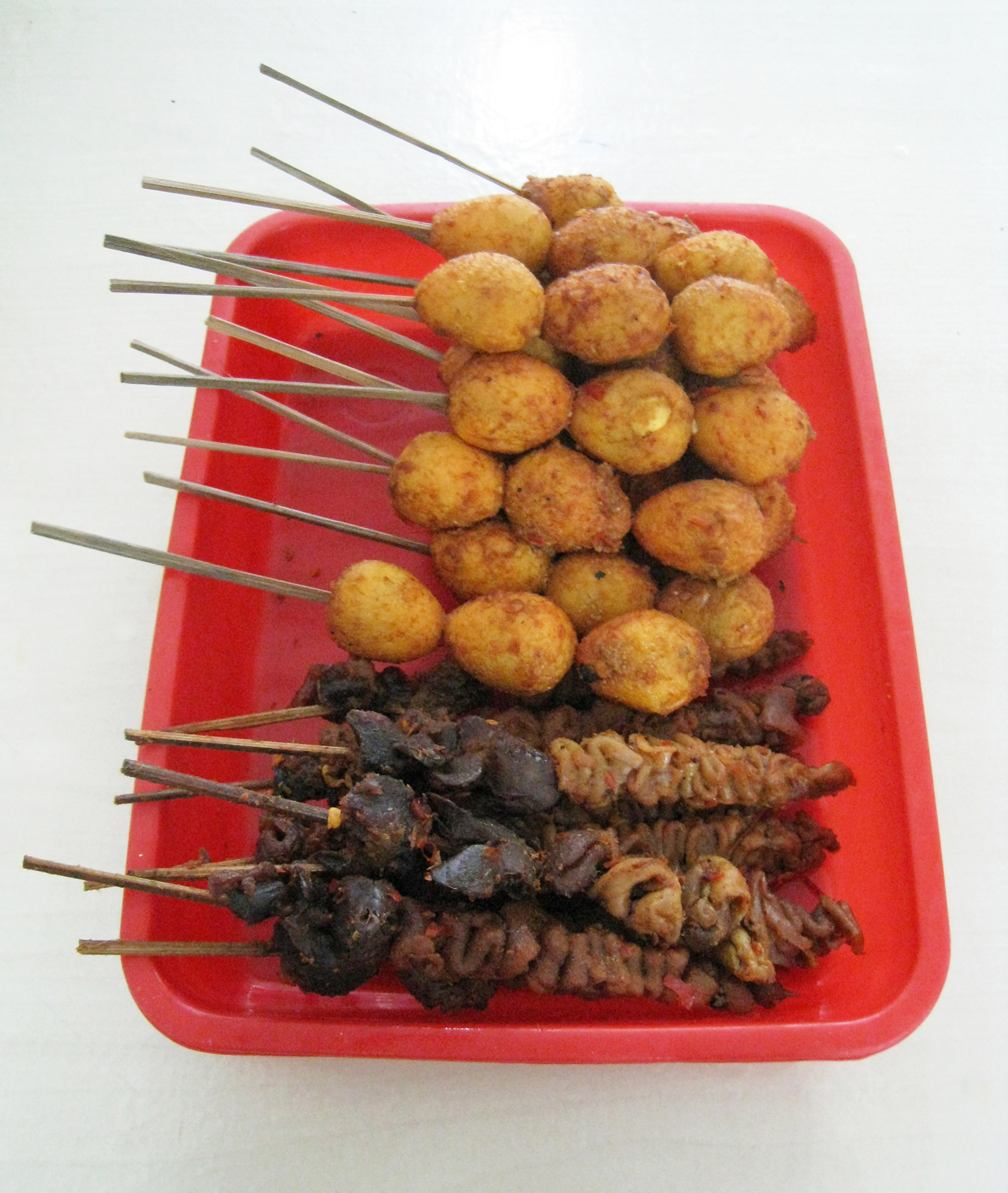
鵪鶉蛋沙嗲，雞肝雞腸沙嗲

由鵪鶉蛋串烤成。

#### 未成熟的雞蛋沙嗲（Sate Telor Muda）
由屠宰母雞獲得未成熟的雞蛋串烤成。

#### 睾丸沙嗲（Sate Torpedo）
由羊睾丸串烤成。

#### 牛奶沙嗲（Sate Susu）
烤牛腩沙嗲配辣椒醬，具有鮮明的牛奶味。

#### 窮人沙嗲（Sate Kere）
便宜的素食沙嗲。由磨碎的梭羅市的丹貝以竹籤串好，在炭火上烤成。配上辣花生沾醬和醃黃瓜。

### 馬來西亞

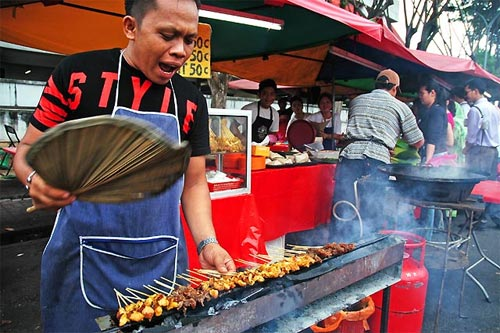
沙嗲是馬來西亞流行的美食

馬來西亞各州各地都有被稱為馬來沙嗲（Sate）的沙嗲，在餐館和街道上與夜市的小販都有賣沙嗲。雖然流行的通常是牛肉沙嗲和雞肉沙嗲，馬來西亞的不同地區已經開發出了自己獨特的沙嗲。
除了穆斯林馬來人的清真沙嗲，馬來西亞華裔也吃豬肉沙爹。

#### 沙嗲市
雪蘭莪州加影市（Kajang）被稱為馬來西亞的沙嗲市，有許多著名的沙嗲餐館。加影沙嗲（Sate Kajang）通常有特大的肉塊配上甜花生醬和炒辣椒醬。因此，加影沙嗲現在不僅在加影有，整個馬來西亞都可以吃到。加影沙嗲哈吉沙木里（Sate Kajang Haji Samuri）連鎖快餐店在加影以及整個馬來西亞很受歡迎。這是目前最知名的連鎖加影沙爹快餐店。加影沙嗲哈吉沙木里提供雞肉沙嗲、沙嗲牛肉、鹿肉沙嗲、兔肉沙嗲、魚肉沙嗲和許多其他的沙嗲。

#### 沙嗲朱律
沙嗲朱律為馬六甲與檳城潮州人的美食，是一種將海鮮、肉類或菜類用竹籤串起，要吃的時候將一串串食材放入滾燙的沙嗲醬內煮熟的美食，是由沙嗲改良而成的另一種地方小吃。

### 菲律賓

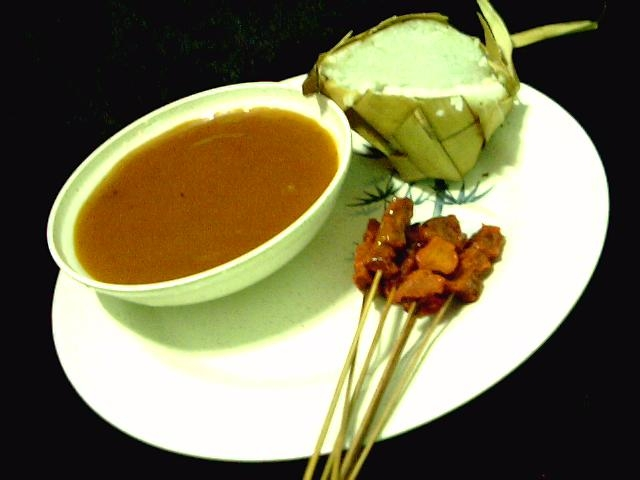
菲律賓南部的薩蒂與馬來粽

菲律賓南部摩洛人（棉蘭老島，蘇祿群島，巴拉望島南部和塔威塔威省）的薩蒂（Satti）非常類似傳統的馬來和印尼沙嗲。相似之處包括肉的準備和烹調方法，不同之處是，薩蒂搭配厚厚的花生口味湯汁，而不是乾吃。薩蒂基本醃料包括使用的花生，大蒜，生薑，蔥，小茴香，菲律賓魚露（Bagoong），辣椒和椰奶。由於這些地區以穆斯林為主的，薩蒂準備肉類的屠宰方法是符合伊斯蘭教教規的食物。
蘇祿的薩蒂使用牛肉、雞（manuk）、山羊肉（kambing）和羊肉（anak biri），沒有不符合伊斯蘭教教規的豬肉。薩蒂在菲律賓南部的蘇祿族、巴瑶族當地人以及在主要城市三寶顏和達沃是著名的食品，但是除了在大馬尼拉市區的穆斯林的“熟食店”可以找到以外，薩蒂並沒有擴大到該地區以外的信仰天主教為主的地區。正宗薩蒂是由專門烹調這種食物的餐館和食堂供應，食譜是諱莫如深的密秘。

### 新加坡

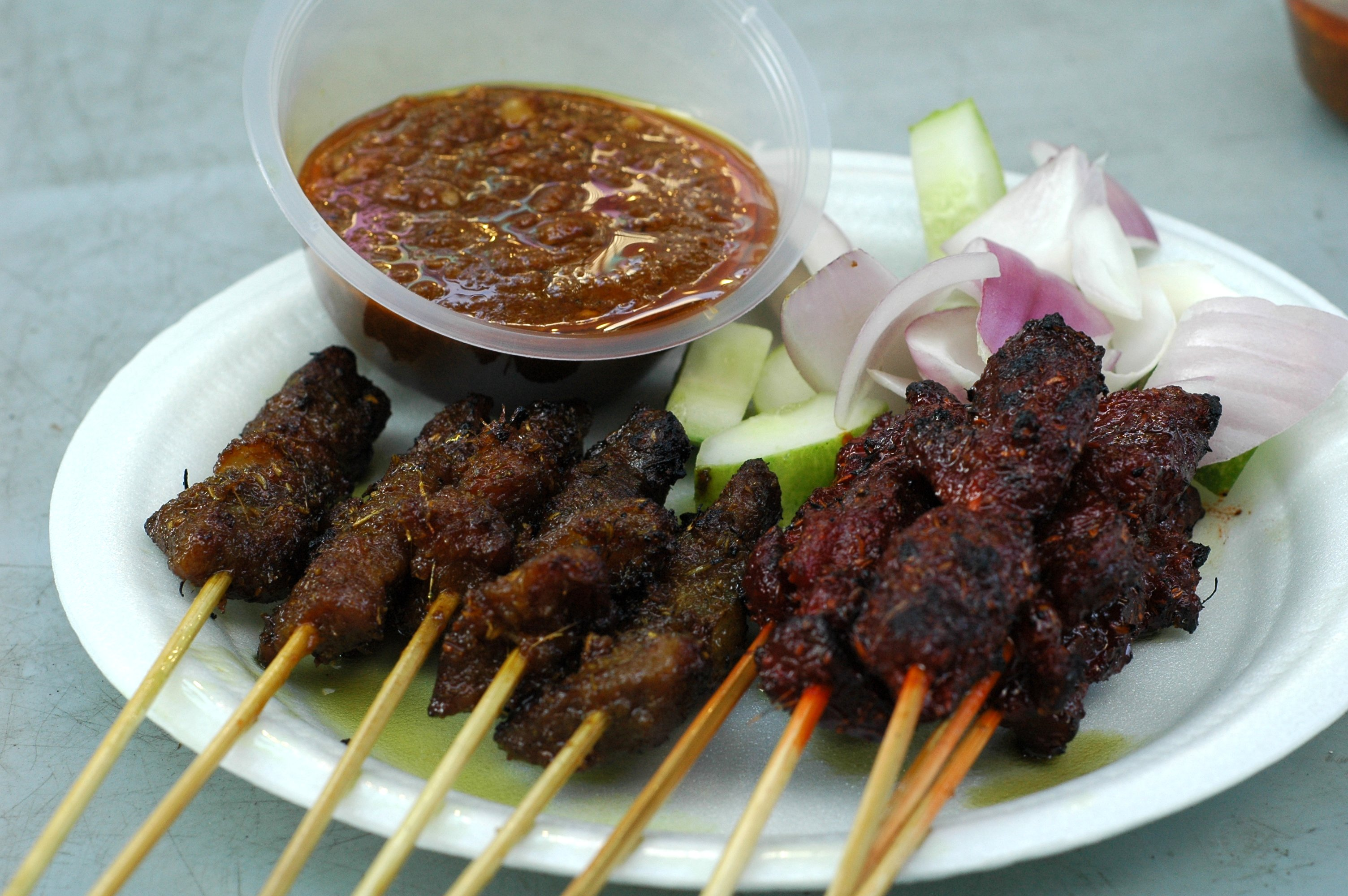
新加坡沙嗲

沙嗲是最早（自從1940年代）和新加坡相關的食品之一。在新加坡沙嗲常見的類型有雞肉沙嗲（Satay Ayam）、牛肉沙嗲（Satay Lembu）、羊肉沙嗲（Satay Kambing）、牛腸沙嗲（Satay Perut），以及牛肚沙嗲（Satay Babat）。
新加坡的國家航空公司，新加坡航空公司，使用沙嗲作為頭等艙和商務艙乘客的開胃菜。

### 泰國

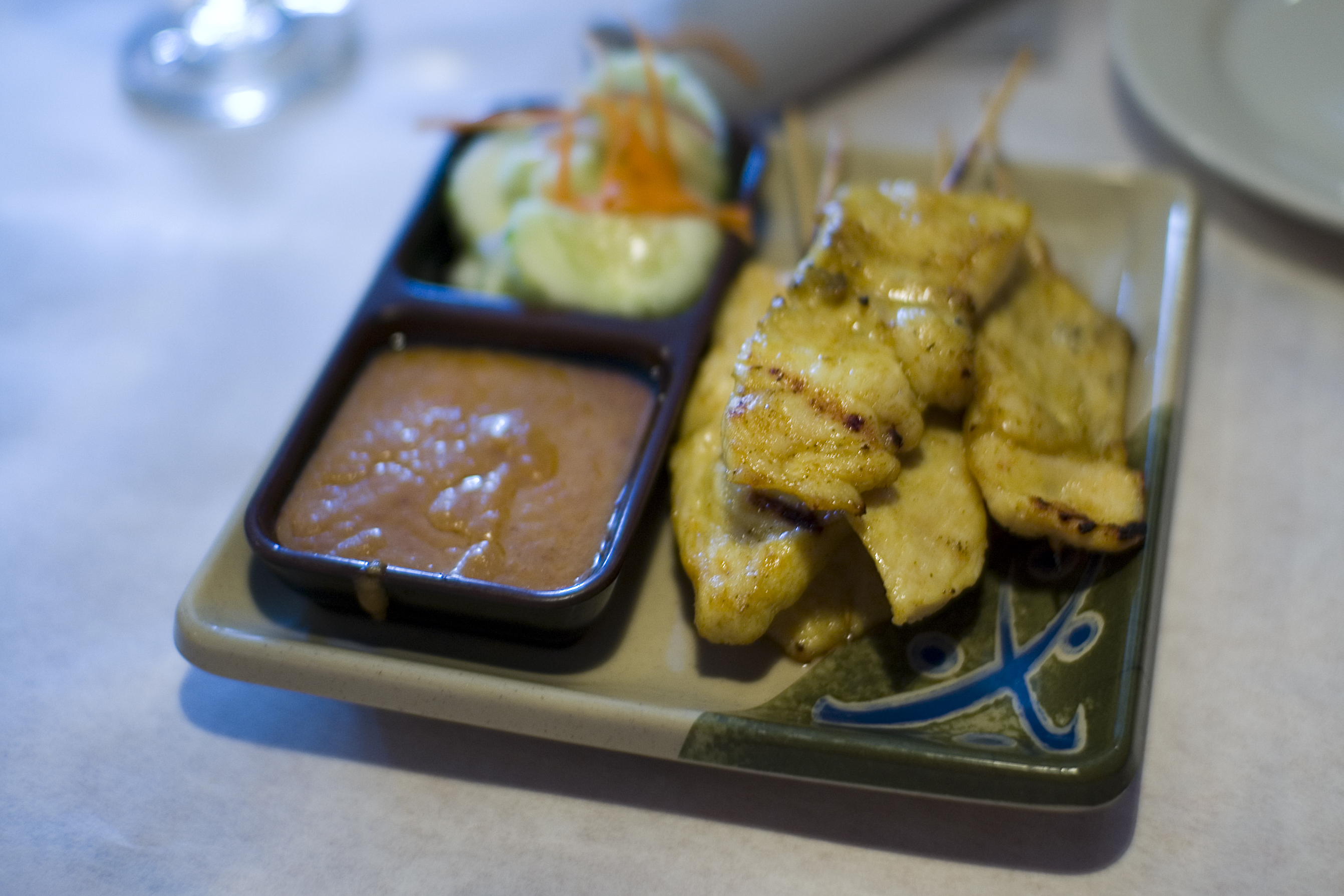
泰國雞肉沙嗲

沙嗲是在泰國很受大眾歡迎的美食。通常附有花生沾醬，泰式沙嗲有各種食譜，如雞肉、牛肉、豬肉，還有採用大豆蛋白或豆腐的素食沙嗲。在幾乎全球所有的泰國餐廳都可以吃到沙嗲。由於泰國在國際上大量推廣泰國美食，比印度尼西亞美食早吸引了世界烹飪界的注意，因此國際上普遍誤解沙嗲是從泰國起源，而不知道是印度尼西亞起源。因此沙嗲經常被誤認為泰國美食。

### 荷蘭

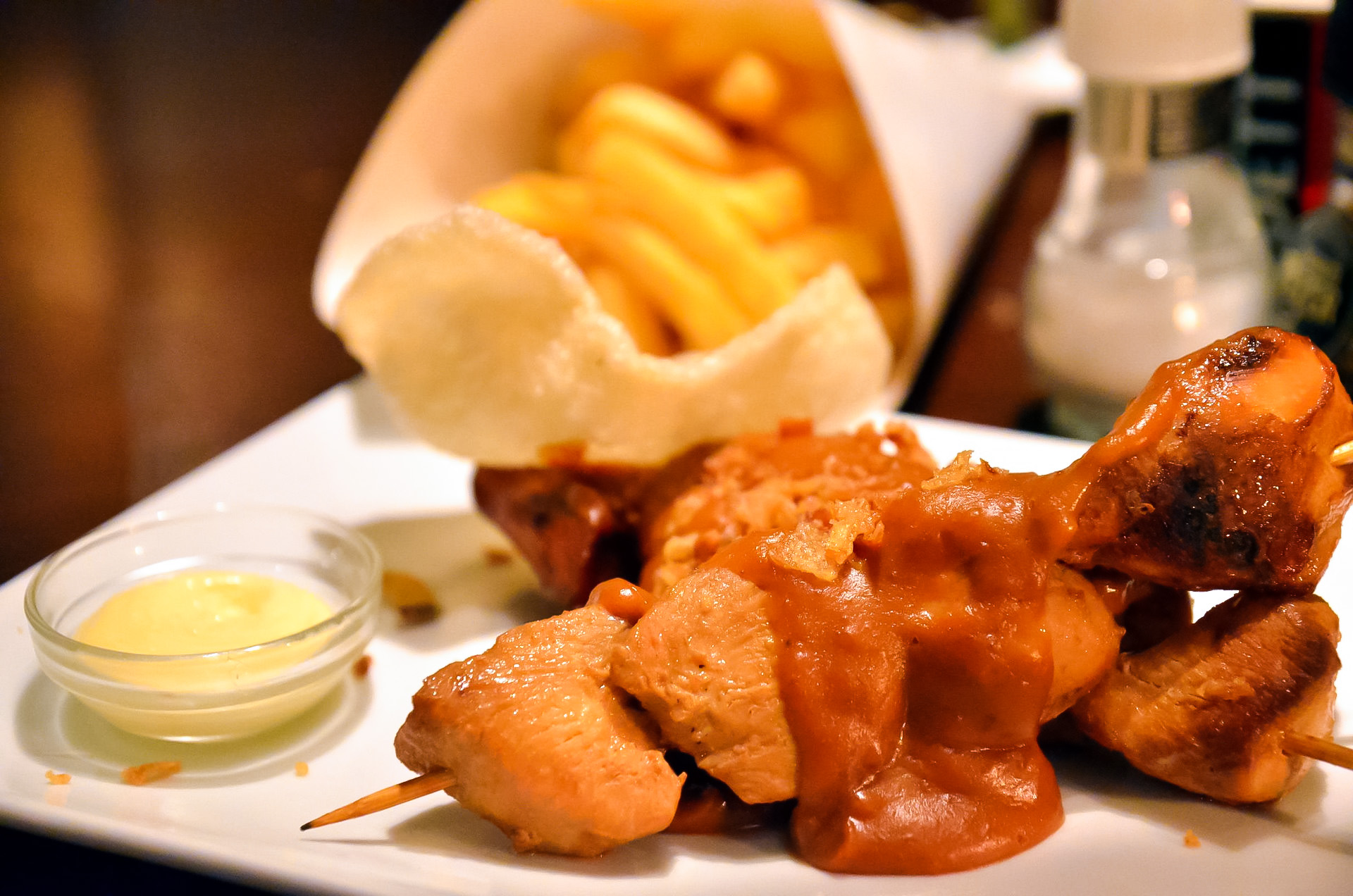
荷蘭沙嗲

沙嗲在荷蘭被稱為saté或sateh，已完全融入荷蘭的日常菜餚。豬肉和雞肉沙嗲幾乎完全配上辣花生沾醬，很容易在小吃店和超市找到。荷蘭的印度尼西亞餐館供應加甜醬油的山羊肉沙嗲（sateh kambing）。附花生沾醬的豬肉或雞肉沙嗲，搭配沙拉和炸薯條在酒吧或小餐館裡很受大眾歡迎。

### 香港

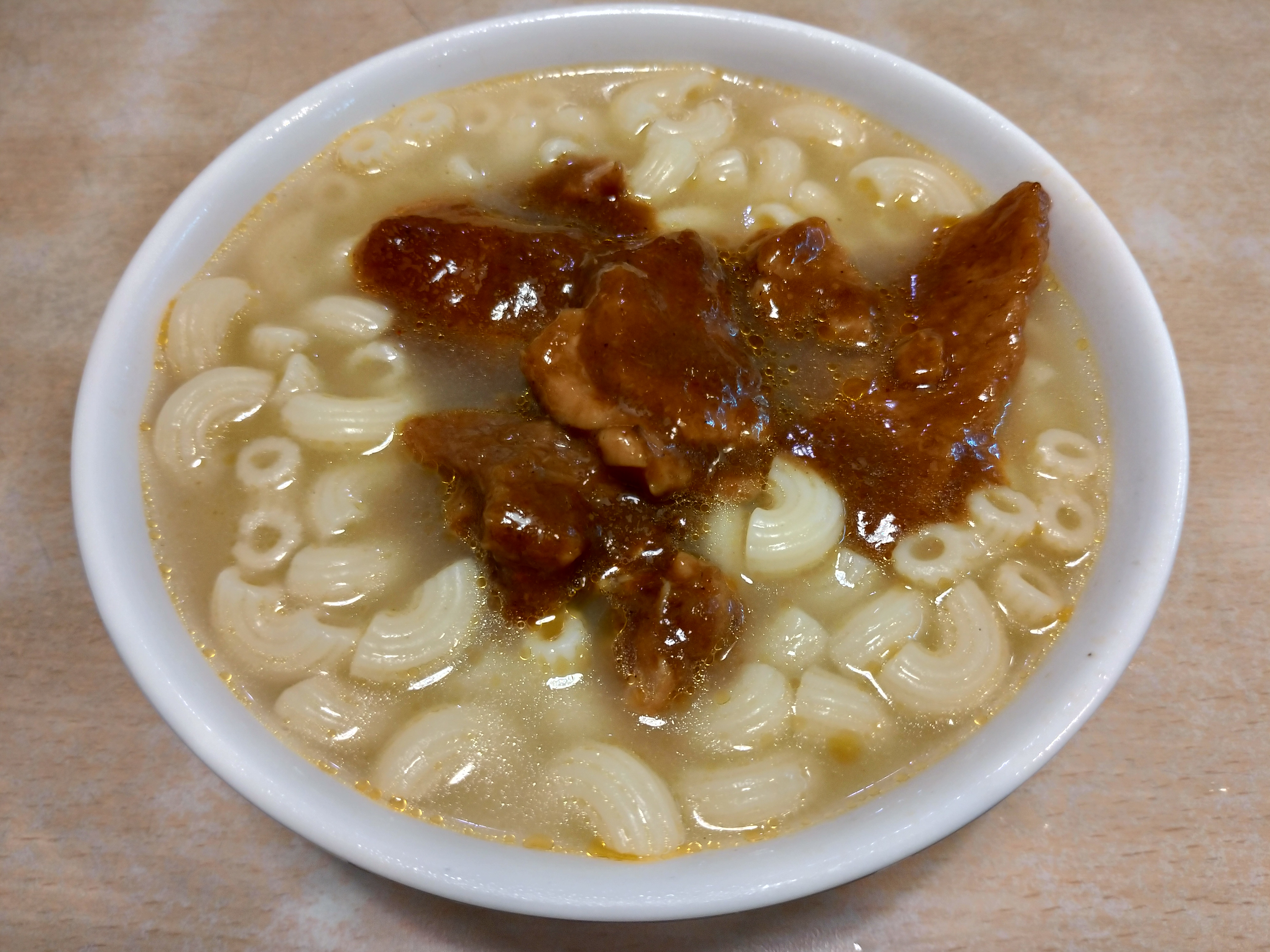
沙爹牛肉通心粉是香港的早餐和下午茶食品

沙嗲是香港常見的食物，大部分茶餐廳都會供應配上沙嗲牛肉的即食麵、米粉或通心粉，在冬季加入沙嗲醬與牛肉和粉絲烹調而成的沙嗲牛肉粉絲煲是香港著名煲仔菜。香港部分茶餐廳為節省成本，會自行以咖哩粉和花生醬調配為沙嗲醬，雖然與傳統沙嗲相比被認為不夠正宗，但有食客認為具有香港特色。
而香港的打邊爐中，沙嗲湯底是最受歡迎的湯底之一，漸漸已成為香港特色，基本上各個火鍋店都會提供。

## 融合沙嗲
另一種流行的誤解是“沙嗲”一詞經常被錯誤地認定為花生醬汁。在新加坡，花生沙嗲醬也是吃沙爹米粉的醬料。印尼營多撈麵的沙嗲味速食麵只是調味包中加有花生醬汁。

## 吃沙嗲需要注意的问题
虽然沙嗲十分美味，但在马来西亚华人之中流传有“一勺沙嗲一把火”的说法，表示沙嗲比较上火，需要注意。還有吃沙嗲的時候不要穿白色衣服，以免弄脏。